# Downton Abbey (film)
Série Downton Abbey
Downton Abbey (série) Downton Abbey 2 : Une nouvelle ère
(2022)
Pour plus de détails, voir Fiche technique et Distribution.
Downton Abbey est un film dramatique historique britanno-américano-chinois réalisé par Michael Engler et sorti en 2019.
Il s'agit de la suite de la série du même nom créée par Julian Fellowes diffusée entre 2010 et 2015 sur la chaîne ITV et dans l'Europe entière. L'intrigue du film se déroule en 1927, après la fin de la dernière saison de la série.
Une suite est sortie 3 ans plus tard, Downton Abbey 2 : Une nouvelle ère, réalisée par Simon Curtis. Un troisième film, Downton Abbey : The Grand Finale, encore réalisé par Simon Curtis, sort en 2025.

## Synopsis
Année 1927 : depuis le mariage d'Edith, devenue marquise d'Hexham, bien des choses ont changé à Downton Abbey. Alors que le comte de Grantham et son épouse ont dû réduire le nombre des domestiques et que Lady Mary se demande s'il est possible de conserver château, domaine et train de vie, toute la maisonnée apprend l'arrivée du roi George V et de la reine Mary. Le grand chambellan du roi chamboule les lieux en amenant les domestiques du palais de Buckingham avec un grand chef cuisinier. Lady Mary fait appel à Carson, l'ancien majordome. Barrow, devenu le majordome, s'en vexe et profite de son temps libre à York. Anna et M. Bates mènent la fronde et l'ensemble des domestiques mis de côté se rebelle pour reprendre leurs postes. Lady Violet tente de sauver un héritage au profit de son fils, Lord Crawley, et  découvre un secret de famille. De son côté, Tom déjoue un complot, sauve dans le plus grand secret la vie du roi, empêche un divorce royal et retrouve enfin l'amour après toutes ces années de veuvage...

## Fiche technique
Sauf indication contraire, les informations mentionnées dans cette section peuvent être confirmées par les bases de données cinématographiques IMDb et Allociné,  présentes dans la section « Liens externes ».
- Titre original et français : Downton Abbey
- Titre chinois (mandarin) : 唐顿庄园
- Réalisation : Michael Engler
- Scénario : Julian Fellowes d'après sa série éponyme et librement inspiré de faits réels[3],[4]
- Musique : John Lunn
  - Orchestration : Alastair King
  - Montage musical : Mark Willsher
- Direction artistique : Mark Kebby et Simon Walker
- Décors : Donal Woods
- Costumes : Anna Robbins
- Maquillage : Laura Blount, Elaine Browne
- Coiffure : Laura Blount, Elaine Browne
- Photographie : Ben Smithard
- Son : Nigel Heath, David Lascelles, Brad Rees
- Montage : Mark Day
- Production : Julian Fellowes, Gareth Neame et Liz Trubridge
  - Production déléguée : Nigel Marchant et Brian Percival
  - Production associée : Kim Durham
  - Coproduction : Mark Hubbard
- Sociétés de production :
  - Royaume-Uni : Carnival Films
  - États-Unis : Comcast, Focus Features et Universal Pictures
  - Chine : Perfect World Pictures
- Sociétés de distribution : Focus Features (États-Unis) ; Universal Pictures International (UPI) (Royaume-Uni, France, Suisse romande)[5] ; Sony Pictures Entertainment (Belgique)[5]
- Budget : 24 millions de $[6]
- Pays de production :  Royaume-Uni,  États-Unis,  Chine
- Langue originale : anglais
- Format : couleur (ACES) - 35 mm / Digital - 2,39:1 (Cinémascope) - son Dolby Atmos
- Genre : drame, historique, romance
- Durée : 122 minutes
- Dates de sortie[7] :
  - Royaume-Uni : 13 septembre 2019
  - États-Unis, Québec : 20 septembre 2019[8]
  - France, Belgique, Suisse romande : 25 septembre 2019[9],[10],[11]
  - Chine : 13 décembre 2019
- Classification[12] :
  - Royaume-Uni : pour un public de 8 ans et plus - accord parental souhaitable (PG - Parental Guidance)[13]
  - États-Unis : des scènes peuvent heurter les enfants - accord parental souhaitable (PG - Parental Guidance Suggested)[N 1]
  - Chine : pas de système
  - France : tous publics[14]
  - Belgique : tous publics (Alle Leeftijden)[10]
  - Suisse romande : tous publics[15]
  - Québec : tous publics (G - General Rating)[8]

## Distribution
Pour mémoire, le doublage français est réalisé presque intégralement avec des voix différentes de celles de la série.

### Famille Crawley
- Hugh Bonneville (VF : Patrick Bonnel ; VQ : Marc Bellier) : Lord Robert Crawley, comte de Grantham
- Elizabeth McGovern (VF : Odile Cohen ; VQ : Isabelle Leyrolles) : Lady Cora Crawley (née Levinson), comtesse de Grantham
- Michelle Dockery (VF : Ingrid Donnadieu ; VQ : Mélanie Laberge) : Lady Mary Josephine Talbot (née Crawley, veuve Crawley), fille aînée de Lord et Lady Grantham
- Laura Carmichael (VF : Anneliese Fromont ; VQ : Stéfanie Dolan) : Lady Edith Pelham (née Crawley), marquise d'Hexham, fille cadette de Lord et Lady Grantham
- Maggie Smith (VF : Mireille Delcroix ; VQ : Élizabeth Chouvalidzé) : Lady Violet Crawley, comtesse douairière de Grantham, mère de Lord Grantham
- Penelope Wilton (VF : Sylvie Genty ; VQ : Johanne Léveillé) : Lady Isobel Grey (née Turnbull, veuve Crawley), (Isobel Grey) baronne de Merton
- Douglas Reith (VF : Bernard Lanneau) : Lord Richard (Dickie) Grey, baron de Merton
- Allen Leech (VF : Yannick Blivet ; VQ : David Laurin) : Tom Branson, ancien chauffeur, époux puis veuf de Lady Sybil, cogestionnaire du domaine et associé d'Henry
- Matthew Goode (VF : Franck Monsigny) : Henry Talbot, ancien joueur-automobiliste, second époux de Lady Mary et beau-père du petit George
- Oliver et Zac Barker : George Crawley, héritier de Lord Grantham, premier né de Lady Mary qu'elle a eu avec son premier époux, Mathieu Crawley
- Harry Hadden-Paton (VF : Thibaut Lacour ; VQ : Christian Grenier) : Lord Herbert (Bertie) Pelham, marquis d'Hexham

### Domestiques
- Jim Carter (VF : Vincent Grass ; VQ : Yves Corbeil) : Charles (Charlie) Carson, ex-majordome de Downton, époux d'Elsie Carson
- Phyllis Logan (VQ : Johanne Garneau) : Elsie Carson (née Hughes), Intendante, épouse de Charles Carson
- Brendan Coyle (VF : Pascal Casanova ; VQ : Tristan Harvey) : John Bates, valet de chambre de Lord Grantham, époux d'Anna Bates
- Rob James-Collier (VF : Stéphane Pouplard ; VQ : Frédérik Zacharek) : Thomas Barrow, majordome de Downton
- Joanne Froggatt (VF : Olivia Luccioni ; VQ : Rose-Maïté Erkoreka) : Anna Bates (née Smith), femme de chambre de Lady Mary, épouse de John Bates
- Lesley Nicol (VF : Nicole Favart ; VQ : Chantal Baril) : Beryl Patmore, cuisinière
- Sophie McShera (VF : Audrey Sablé ; VQ : Erika Gagné) : Daisy Mason (née Robinson), cuisinière
- Kevin Doyle (VF : Jean-François Lescurat ; VQ : Yves Soutière) : Joseph Molesley, ancien valet de pied, professeur à l'école de Downton
- Raquel Cassidy (VQ : Dominique Leduc) : Phyllis Baxter, femme de chambre de Lady Grantham
- Jeremy Swift : Septimus Spratt (coupé du scénario)[16], majordome de la comtesse douairière
- Sue Johnston : Gladys Denker (coupée du scénario)[17], femme de chambre de la comtesse douairière
- Michael C. Fox (VF : Benjamin Jungers ; VQ : Marc-André Brunet) : Andrew (Andy) Parker, valet de pied
- Charlie Watson : Albert, valet de pied

### Autres
- Imelda Staunton (VF : Catherine Davenier ; VQ : Lisette Dufour) : Lady Maud Bagshaw (née Crawley), baronne de Bagshaw
- Geraldine James (VF : Hélène Arié ; VQ : Élise Bertrand) : la reine Mary
- Kate Phillips (VF : Bénédicte Bosc ; VQ : Aurélie Morgane) : la princesse Mary
- Simon Jones (VF : Jean-Bernard Guillard ; VQ : Denis Mercier (acteur)) : George V
- David Haig (VF : Patrice Dozier ; VQ : Daniel Lesourd) : Wilson
- Tuppence Middleton (VF : Lisa Martino ; VQ : Marie-Ève Sansfaçon) : Lucy Smith
- Stephen Campbell Moore (VF : Laurent Maurel) : le capitaine Chetwode
- Susan Lynch (VF : Chantal Baroin) : Miss Lawton
- Mark Addy (VF : Bruno Magne) : M. Bakewell
- Philippe Spall (VF : Jean-Pierre Leroux) : M. Courbet
- Richenda Carey (VF : Frédérique Cantrel) : Mme Webb
- Max Brown (VF : Stéphane Roux ; VQ : Nicolas Charbonneaux-Collombet) : Richard Ellis
- Andrew Havill : Lord Henry Lascelles
- James Cartwright : Tony Sellick, le plombier

- Version française

- - Studio de doublage : Les Studios de Saint-Ouen
  - Direction artistique : Béatrice Delfe
  - Adaptation : Armelle Guérin

Sources et légende : version française (VF) sur RS Doublage version québécoise (VQ) sur Doublage.qc.ca

## Production
Dès la fin de la série en 2015, des rumeurs courent selon lesquelles un film serait en cours d'élaboration. En novembre 2015, le producteur exécutif de Downton Abbey, Gareth Name, se déclare « très intéressé » par un tel projet, mais ne confirme pas qu'un film se fera. Il est suivi par le créateur de la série, Julian Fellowes, qui se déclare également très ouvert quant à la possibilité de faire un film issu de la série.
Cependant, ce n'est qu'en juillet 2018 que le projet se concrétise bel et bien. Scénarisé par Julian Fellowes, le film est dirigé par Michael Engler. Son intrigue se déroule en 1927, après la fin de la sixième saison de la série.
Pour l'écriture du scénario, Julian Fellowes s'inspire d'un fait réel : un voyage du roi George et de la reine Mary à Wentworth Woodhouse, dans le Yorkshire, en 1912.
Le tournage s'achève début décembre 2018, puis la sortie du film est annoncée pour le 13 septembre 2019,.

## Distinctions
Sauf indication contraire, les informations mentionnées dans cette section peuvent être confirmées par les bases de données cinématographiques IMDb et Allociné,  présentes dans la section « Liens externes ».

### Récompenses

#### 2019
- Deutsche Film- und Medienbewertung (FBW) : Prix du Jury - Sceau d'approbation : "Recommandé"
- Festival du film de Hollywood : créateur de costumes de l'année pour Anna Robbins

#### 2020
- Hollywood Makeup Artist and Hair Stylist Guild Awards : artisan de la meilleure coiffure d'époque et/ou de personnage dans un long métrage pour Anne Oldham, Elaine Browne et Marc Pilcher

### Nominations

#### 2019
- Festival international du film de Seattle : meilleurs costumes pour Anna Robbins
- San Diego Film Critics Society :
  - Meilleurs costumes pour Anna Robbins
  - Meilleurs décors pour Donal Woods
  - Meilleure distribution
- Satellite Awards : Meilleurs costumes pour Anna Robbins
- The Queerties : prochaine grande chose

#### 2020
- AARP Movies for Grownups Awards :
  - Meilleure actrice dans un second rôle pour Maggie Smith
  - Meilleure distribution
  - Choix des lecteurs
- Alliance of Women Film Journalists : actrice défiant l'âge et l'âgisme pour Maggie Smith
- Awards Circuit Community Awards : meilleure conception de costumes pour Anna Robbins
- CinEuphoria Awards :
  - Meilleure actrice dans un second rôle - Compétition internationale pour Maggie Smith
  - Meilleure distribution - Compétition internationale pour Hugh Bonneville, Laura Carmichael, Jim Carter, Michelle Dockery, Joanne Froggatt, Allen Leech, Elizabeth McGovern, Maggie Smith, Imelda Staunton et Robert James-Collier
- Costume Designers Guild : meilleur film en costumes d'époque pour Anna Robbins
- Critics' Choice Movie Awards :
  - Meilleure direction artistique pour Donal Woods et Gina Cromwell
  - Meilleurs costumes pour Anna Robbins
- GLAAD Media Awards : film exceptionnel - large diffusion
- Hollywood Makeup Artist and Hair Stylist Guild Awards : meilleur maquillage d'époque et/ou de personnage dans un long métrage pour Anne Oldham, Elaine Browne et Marc Pilcher
- The Queerties : film de pop-corn

## Éditions en vidéo
- En France, le film Downton Abbey est sorti en DVD et Blu-ray le 5 février 2020[28],[29],[9]. À la suite des évolutions techniques afin d'améliorer la qualité d'image et de sons, le film sort dans une édition 4K Ultra HD + Blu-ray le 27 avril 2022[30]. Le film est également sorti en VOD le 24 janvier 2020[9].
- Au Québec, le film est sorti en copie numérique le 26 novembre 2019 puis en DVD et Blu-ray le 17 décembre 2019[8].